# CNO-ciklus

A CNO-ciklus áttekintése.

A CNO (szén-nitrogén-oxigén)-ciklus vagy Bethe–Weizsäcker-ciklus a két fúziós reakció egyike, amellyel a csillagok a hidrogént héliummá alakítják (a másik a proton–proton ciklus). Míg a proton–proton ciklus a naptömegű csillagokban és az annál kisebbekben fontosabb, addig az elméleti modellek szerint a nehezebb csillagokban a CNO-ciklus termel több energiát. A CNO-ciklus létezését 1938-ban Hans Albrecht Bethe vetette fel.
A CNO-ciklus reakciói: 

| 12C + 1H | → | 13N + γ       | + 1,95 MeV 1,3·107 év  |
| 13N      | → | 13C + e+ + νe | + 1,37 MeV 7 perc      |
| 13C + 1H | → | 14N + γ       | + 7,54 MeV 2,7·106 év  |
| 14N + 1H | → | 15O + γ       | + 7,35 MeV 3,2·108 év  |
| 15O      | → | 15N + e+ + νe | + 1,86 MeV 82 s        |
| 15N + 1H | → | 12C + 4He     | + 4,96 MeV 1,12·105 év |

A magfúzió eredménye az, hogy négy proton alfa-részecskévé alakul, mellette két pozitron és két elektronneutrínó keletkezik valamint az energia egy része gammasugárzás formájában távozik. A szén, oxigén és nitrogén atommagok csupán a folyamat katalizátoraként szolgálnak, a folyamat végén számuk változatlan marad.
A reakció kisebb gyakorisággal (0,04% valószínűséggel) végbemenő változatában a fent látható utolsó reakcióban nem  12C és 4He, hanem 16O és egy foton keletkezik és a következőképp folytatódik:

| 15N + 1H | → | 16O + γ       |
| 16O + 1H | → | 17F + γ       |
| 17F      | → | 17O + e+ + νe |
| 17O + 1H | → | 14N + 4He     |

Ahogy a szén, nitrogén és oxigén a fő folyamatban, a fluor csak katalizáló szerepet lát el, nem halmozódik fel a csillagban.

## Lásd még
- Három alfa-ciklus
- Proton-proton ciklus